# Michele Morelli
Michele Morelli (12 janvier 1792, Monteleone - 12 septembre 1822, Naples) est un patriote et militaire du royaume des Deux-Siciles, compagnon de Giuseppe Silvati et de Luigi Minichini lors de l'insurrection dans le royaume des Deux-Siciles de 1820. Il est pendu à Naples après la reconquête du royaume par l'armée autrichienne.